# Če zmaj požre mamo
Če zmaj požre mamo je dramsko besedilo Slovenske pisateljice in dramatičarke Alenke Goljevšček. Zgodba se dogaja v nekem mestu, kjer živi fant Jurček z mamo in psičkom Pikcem. Nenadoma stvari oživijo, Jurčkova mama pa se zapre v kopalnico in prepeva z debelim glasom ba, ba, ba. Jurček se zateče k Stričku, ki ugotovi, da je mamo požrl zmaj. Ko ga ujameta, v sobo zdrvi pobesnela postelja in zmaja povozi. Jurček in Striček nato iz njega dobita mamo, zmaj pa odleti daleč stran.

## Glavni junaki

### Jurček
Prijazen fant, ki se mu neko jutro zgodijo nenavadne stvari: semaforji tekajo po ulicah, budilka leti, postelja oddrvi v Južno Ameriko... in zmaj požre mamo. S Stričkom rešita mamo in preženeta zmaja, ki povzroča nered na Zemlji.

### Pikec
Jurčkov pes. Se spozna na pasje zadeve in Stričku dokaže, da ni pes (v enem delu zgodbe Striček misli, da je pes).

### Striček
Jurčkov star prijatelj, ki že dolgo časa živi na Zemlji. Ko se v knjigi prvič pokaže, misli, da je pes, vendar mu pes Pikec dokaže, da je človek. Iz pogoltnega zmaja reši Jurčkovo mamo in ga pošlje daleč stran.